# Угрешич, Огнен
Огнен Угрешич (серб. Огњен Угрешић; родился 15 июля 2006, Кикинда) — сербский футболист, полузащитник клуба «Партизан».

## Клубная карьера
Уроженец Кикинды, Огнен начал футбольную карьеру в академии одноименного клуба. В возрасте восьми лет присоединился к академии клуба «Партизан». 8 декабря 2024 года дебютировал в основном составе «Партизана» в матче Суперлиги Сербии против «Железничара» из Панчево. 27 апреля 2025 года забил свой первый гол за клуб в игре против клуба «Раднички» из Крагуеваца.

## Карьера в сборной
Выступал за сборные Сербии до 16, до 17, до 18 и до 19 лет.